# Tam Hải
Tam Hải is een xã in het district Núi Thành, een van de districten in de Vietnamese provincie Quảng Nam. Tam Hải heeft ruim 7900 inwoners op een oppervlakte van 15,61 km².

## Geografie en topografie
Tam Hải ligt in het estuarium van de Trường Giang en de Tam Kỳ. In het oosten ligt de Zuid-Chinese Zee. Tam Hải bestaat uit een zevental eilanden in de monding in de Zuid-Chinese Zee.